# Superpuchar Włoch w piłce siatkowej mężczyzn (2022)
Superpuchar Włoch w piłce siatkowej mężczyzn 2022 (oficjalnie Del Monte Supercoppa Italia Superlega) – dwudziestasiódma edycja rozgrywek o Superpuchar Włoch. Półfinały i finał zostaną rozegrane od 31 października do 1 listopada 2022 roku w Pala Pirastu w Cagliari. 
Superpuchar Włoch zdobyła drużyna Sir Safety Susa Perugia.

## System rozgrywek
W Superpucharze Włoch 2022 startują cztery najwyżej sklasyfikowane drużyny Superlega w sezonie 2021/2022.
| Lp. | Drużyna                 |
| --- | ----------------------- |
| 1.  | Cucine Lube Civitanova  |
| 2.  | Sir Safety Susa Perugia |
| 3.  | Itas Trentino           |
| 4.  | Valsa Group Modena      |

Rozgrywki składają się z półfinałów i finału. W półfinałach drużyny tworzą pary według następującego klucza:
- 1 – 4,
- 2 – 3,

gdzie cyfry oznaczają miejsce zajęte przez daną drużynę w Superlega w sezonie 2021/2022. 
Zwycięzcy meczów półfinałowych zagrywają o Superpuchar Włoch 2022.

## Drabinka[2]
|  |           |                         |           |                         |   |       |                        |       |
|  | Półfinały | Półfinały               | Półfinały |                         |   | Finał | Finał                  | Finał |
|  | Półfinały | Półfinały               | Półfinały |                         |   | Finał | Finał                  | Finał |
|  |           |                         |           |                         |   |       |                        |       |
|  |           |                         |           |                         |   |       |                        |       |
|  | 1         | Cucine Lube Civitanova  | 3         |                         |   |       |                        |       |
|  | 1         | Cucine Lube Civitanova  | 3         |                         |   |       |                        |       |
|  | 4         | Valsa Group Modena      | 0         |                         |   |       |                        |       |
|  | 4         | Valsa Group Modena      | 0         |                         |   | 1     | Cucine Lube Civitanova | 2     |
|  |           |                         |           |                         |   | 1     | Cucine Lube Civitanova | 2     |
|  |           |                         | 2         | Sir Safety Susa Perugia | 3 |       |                        |       |
|  | 2         | Sir Safety Susa Perugia | 2         | Sir Safety Susa Perugia | 3 | 3     |                        |       |
|  | 2         | Sir Safety Susa Perugia |           |                         |   |       |                        |       |
|  | 3         | Itas Trentino           | 2         |                         |   |       |                        |       |
|  | 3         | Itas Trentino           | 2         |                         |   |       |                        |       |
|  |           |                         |           |                         |   |       |                        |       |

## Wyniki spotkań[3]

### Półfinały
| 31.10.2022 17:30 (UTC+1) Rai Sport | Cucine Lube Civitanova Gabriel Garcia Fernández 15 pkt | 3:0 (25:23, 25:23, 25:20) raport | Valsa Group Modena Adis Lagumdzija 20 pkt | Pala Pirastu, Cagliari |

| 31.10.2022 20:30 (UTC+1) Rai Sport | Sir Safety Susa Perugia Kamil Semeniuk 20 pkt | 3:2 (23:25, 25:17, 25:22, 22:25, 15:7) raport | Itas Trentino Matej Kazijski 23 pkt | Pala Pirastu, Cagliari Widzów: 2014 |

### Mecz o 3 miejsce
| 01.11.2022 14:00 (UTC+1) Rai Sport | Valsa Group Modena Dragan Stanković 12 pkt Lorenzo Sala 12 pkt | 1:3 (14:25, 25:23, 31:33, 18:25) raport | Itas Trentino Gabriele Nelli 25 pkt | Pala Pirastu, Cagliari |

### Finał
| 01.11.2022 17:00 (UTC+1) Rai Sport | Cucine Lube Civitanova Gabriel Garcia Fernández 21 pkt | 2:3 (25:20, 22:25, 25:23, 22:25, 8:15) raport | Sir Safety Susa Perugia Wilfredo León 21 pkt | Pala Pirastu, Cagliari Widzów: 2572 MVP: Ołeh Płotnycki |